# 李振东 (1937年)
李振东（1937年1月—），男，汉族，天津人，中华人民共和国政治人物，曾任天津市人民政府副市长，中华人民共和国建设部副部长，天津市人大常委会副主任。